# 奚昌
奚昌（1421年—1470年），字元啟，直隸蘇州府吳縣人，軍籍。明朝詩人。進士出身。

## 生平
正統九年（1444年）甲子科應天府鄉試第六十九名。此後七上春宮不遇。成化五年（1469年）乙丑科會試，終於考中第五十八名，殿試登進士第二甲第七十五名，不久去世。

## 著作
奚昌平生賦詩甚多，其妻厭惡其苦吟，在他死後，盡取其稿焚毀，因此無詩集傳世。
傳其有詩感歎天順癸未春闈火災，詩曰：
回祿如何也忌才，春風散作禮闈災。
碧桃難向天邊種，丹柱翻從火里開；
豪氣滿場爭吐焰，壯心一夜盡成灰。
曲江勝事今何在？白骨稜稜漫作堆。

## 家族
曾祖奚漢卿。祖父奚士賢。父奚公謹。